# Trimmatostroma cordae
Trimmatostroma cordae är en svampart som beskrevs av N.D. Sharma & S.R. Singh 1976. Trimmatostroma cordae ingår i släktet Trimmatostroma, ordningen disksvampar, klassen Leotiomycetes, divisionen sporsäcksvampar och riket svampar.   Inga underarter finns listade i Catalogue of Life.